# Saint-Médard, Gers
Saint-Médard är en kommun i departementet Gers i regionen Occitanien i sydvästra Frankrike. Kommunen ligger i kantonen Mirande som tillhör arrondissementet Mirande. År 2022 hade Saint-Médard 345 invånare.

## Befolkningsutveckling
Antalet invånare i kommunen Saint-Médard
Referens:INSEE